# Bidelan-Kirolgi
Bidelan-Kirolgi (código RFEC: BIDE), es un equipo amateur guipuzcoano amateur. Incluido en la Fundación Oreki de Lasarte-Oria y tiene como objetivo la promoción y educación de los jóvenes, y darles la oportunidad de ser ciclistas.
Con una filosofía de juego limpio, el Bidelan-Kirolgi está dentro de los mejores equipos a nivel de España y cada vez cuenta con más profesionales que han pasado por sus filas.
Jon Odriozola, junto con la fundación Oreki, pretenden sacar un equipo profesional para la temporada 2012 en la categoría Continental (última categoría profesional).

## Equipo temporada 2011

### Ciclistas
| Nombre              | Nacimiento | País              | Equipo 2010     |
| Borja Abasolo       | 1988       | Bandera de España | Cafés Baqué     |
| Gorka Aguirrezabala | 1986       | Bandera de España | Bidelan-Kirolgi |
| Unai Artola         | 1992       | Bandera de España | Junior          |
| Asier Bolivar       | 1988       | Bandera de España | Bidelan-Kirolgi |
| Alex Cobo           | 1989       | Bandera de España | Bidelan-Kirolgi |
| Mikel Elorza        | 1991       | Bandera de España | Bidelan-Kirolgi |
| Joseba del Barrio   | 1989       | Bandera de España | Bidelan-Kirolgi |
| Jon Garate          | 1986       | Bandera de España | Bidelan-Kirolgi |
| Ander Garmendia     | 1987       | Bandera de España | Bidelan-Kirolgi |
| Unai Iparaguirre    | 1988       | Bandera de España | Bidelan-Kirolgi |
| Carlos Íscar        | 1990       | Bandera de España | Bidelan-Kirolgi |
| Asier Maeztu        | 1977       | Bandera de España | Bidelan-Kirolgi |
| Julen Mitxelena     | 1989       | Bandera de España | Bidelan-Kirolgi |
| Aritz Mujika        | 1990       | Bandera de España | Belca-Oriako    |
| Urtzi Murgia        | 1989       | Bandera de España | Debabarrena     |
| Gorka Olaizola      | 1991       | Bandera de España | Bidelan-Kirolgi |
| Haritz Orbe         | 1991       | Bandera de España | Bidelan-Kirolgi |
| Ioritz Urdangarin   | 1992       | Bandera de España | Junior          |
| Jon Urtizberea      | 1990       | Bandera de España | Bidelan-Kirolgi |
| Pedro Usabiaga      | 1988       | Bandera de España | Bidelan-Kirolgi |

De momento cuenta con 20 ciclistas para la temporada 2011.

### Plantilla
Su principal incorporación es Jon Odriozola exdirector del Euskaltel-Euskadi y Orbea. Cuentan también con Joxean Garrido, Alex Aranberri, Ander Odriozola y Patxi Mundiñano como parte del personal técnico.